# Исмет Алајбеговић Шербо
Исмет Алајбеговић Шербо (Сарајево, 6. март 1925 — Сарајево, 28. јули 1987) био је босанскохерцеговачки и југословенски хармоникаш, композитор и стручњак за севдалинке.

## Биографија
Годинама је свирао по кафанама, и сарајевским "сијелима", а 1945. године постаје један од првих музичара Радио Сарајева. Свирајући у дуету хармоника са Заимом Имамовићем, Имамовић се издваја као прва велика певачка звезда сарајевског радија, а Шербо постаје вођа оркестра, аранжер и аутор.
Као један од непревазиђених познавалаца севдалинке, много је учинио на хармонизацији те песме. Изградио је посебан стил без виртуелних пасажа и вртоглавих кола, која су касније прославила врхунског хармоникаша Јовицу Петковића. Шербин стил је био примеренији севдалинки, а потакнут успехом ауторских радова Јозе Пенаве, Јовице Петковића и Заима Имамовића и сам је компоновао севдалинке које су стилски изузетно блиске традиционалној севдалинки.

## Стваралаштво
- Сафет Исовић: Стара стаза, Једна оде, друга дође, Крај багрема
- Недељко Билкић: Севдалинко, пјесмо најмилија
- Зехра Деовић: Теби, мајко, мисли лете, Дјевојка је зелен бор садила
- Зора Дубљевић: У чаршију послала ме нана, Вољела сам
- Заим Имамовић: Вратник пјева, Крај пенџера Јусуф стари
- Беба Селимовић: Ја болујем млада од севдаха, Туго моја
- Шабан Шаулић: Сада је свему крај
- Мехо Пузић: Лијепа Шахза